# 异烟肼
異煙肼（INN：isoniazid）又稱異菸酸酰肼（isonicotinic acid hydrazide，INH），是具有杀菌作用的合成抗生素，对生长繁殖期的分枝杆菌有效，主要治療肺結核。
此藥物的給藥途徑通常為口服给药，也可由肌肉注射施予。
虽然異煙肼目前作为敏感结核病治疗方案的核心药物，但结核杆菌对本药易产生耐药性，當与其他抗结核药联合应用可使耐药现象延缓出现。例如治療活动性肺結核時，常合併投用利福平、吡嗪酰胺以及鏈黴素或乙胺丁醇二者之一；治療结核潜伏感染時，则可以單獨使用異煙肼。異煙肼也可用於治療非結核分枝桿菌（NTM），如鳥型分枝桿菌、堪薩斯分枝桿菌和異種分枝桿菌。
使用異煙肼的常見副作用有血液中肝臟酵素增加以及手腳麻木，可能的嚴重副作用為肝炎及急性肝衰竭。於懷孕期間使用本品對胎兒的安全性尚屬未知，能從母乳進入嬰兒體內，但未發現對嬰兒發育的不良影響。如要避免本品的副作用，可與吡哆醇（即維生素B6）一起施予。異煙肼的作用機制為藉由干擾細菌細胞壁合成，以導致細菌死亡。
異煙肼於1952年問世。已名列世界衛生組織基本藥物標準清單中，世界衛生組織認可為非常重要的人類用藥，市面上已有本品的學名藥流通。
除作为治疗肺结核的药物以外，异烟肼也可用于撲殺流浪狗的投毒，但这种行为也遭到了部分爱狗人士的谴责；也有研究表明，一定浓度的异烟肼可以抑制光呼吸，提高一些农作物的产量。

## 歷史
在德國化學家F. 拉希格開發出合成聯胺的方法之後，於布拉格的查理大學（史稱布拉格大學）的奧地利化學家漢斯·邁耶和他的博士生約瑟夫·馬利（Josef Mally）便著手研究吡啶羧酸的磺胺類藥物化合物。他們將異煙肼乙酯與水合聯胺進行反應，得到一種化合物，並在經過再結晶純化後測得其熔點為163°C。雖然他們的研究成果早在1912年就已發表，但其藥理特性卻在之後數十年都未被深入探討。
在1940年代，法國醫生們發現煙鹼醯胺在試管實驗中以及感染結核分歧桿菌的豚鼠體內，都展現出一定的抗結核桿菌活性。與此同時，在拜耳公司，由德國病理學家G. 多馬克領導的化學家團隊在研究磺胺類藥物時，成功開發出硫醋酮。硫醋酮的發現公諸於世後，法國的安德烈·吉拉德於1950年將其改良為毒性較低的煙鹼醛硫代半卡巴肼（由煙鹼醛和硫代半卡巴肼反應形成） ，而H. H. 福克斯（H. H. Fox）也開發出結構相似的異煙鹼醛硫代半卡巴肼。不久後，多家實驗室均相繼發現異煙肼的抗結核活性。
異煙肼及其相關藥物異丙煙肼，最初被歸類為抗憂鬱藥之一。然而在1961年，由於用藥者出現肝毒性的相關報告，其在精神醫學上的應用便告中止。但此藥物作為治療結核病的用途仍然持續，主要是其對結核病的顯著療效被認為超過其潛在風險。

## 性质
异烟肼为无色结晶或白色结晶性粉末，微苦，性质稳定，易溶于水。
异烟肼中的肼基具有强还原性，在碱性条件中可以和水中都溶解氧还原为过氧化氢，但速率较慢。用金纳米颗粒可以催化这一反应，并和鲁米诺构成发光体系。异烟肼的肼基上存在氨基基团（-NH2），可以发生氨基的一些反应，如和活泼羰基化合物反应，形成席夫碱，和羧酸衍生物或磺酰氯反应，得到酰化异烟肼或磺酰异烟肼。

## 合成方法
它可以4-氰基吡啶为原料，经异烟酰胺与水合肼缩合、熔融脱水制得。

## 醫療用途
异烟肼对结核杆菌有强大的抑菌至杀菌作用，也作用于细胞内的杆菌。毒性小，易吸收，穿透性强，用于各种类型的结核病。单用容易产生抗药性，常与对氨基水杨酸盐或链霉素合用。

## 副作用
服用異煙肼的個體中，若每日劑量達到每公斤體重6毫克或更高，高達20%的人會發生周邊神經病變此外，常見的腸胃道反應有噁心和嘔吐，骨髓抑制也會導致再生不良性貧血（紅血球生成不足）、血小板減少症（血小板生成不足）以及顆粒性白血球缺乏症（白血球生成不足）。過敏反應也相當普遍，通常表現為斑丘疹和發燒。另有報告指出部分患者可能會出現男性女乳症。
服用異煙肼的個體中，有10%至20%可能出現無症狀的血清肝酶升高，但即使持續用藥，肝酶濃度通常也會回復正常。然而異煙肼被要求附加黑框警告，警示其可能導致嚴重甚至致命的肝炎，且發生率與年齡相關：在21至35歲的族群中約為0.3%，而在50歲以上的族群中則超過2%。若有噁心、嘔吐、腹痛、深色尿液、右上腹疼痛及食慾不振等症狀，則可能是肝毒性發生。值得注意的是非洲裔和西班牙裔女性罹患相關肝毒性的風險較高。研究顯示異煙肼引起的肝毒性，有50%會在治療開始後的兩個月內發生。
對於是否應對所有接受異煙肼治療的患者進行嚴密肝功能監測，醫界存在不同看法。部分專家建議全面監測，而另一些專家則認為僅需針對特定族群進行監測 。
使用異煙肼可能伴隨多種神經精神方面的副作用，包括頭痛、注意力不集中、體重增加、記憶力衰退、失眠以及憂鬱。所有接受此藥物治療的個體及其醫療照護者都應對這些嚴重的副作用保持警惕，尤其當有自殺意念或行為跡象時，更應特別注意。

## 品牌名稱
市面上販售的品牌有Hydra、Hyzyd、Isovit、Laniazid、Nydrazid、Rimifon和Stanozide。

## 其他用途

### 層析法
異煙肼在層析分析法中也有一項應用，即用來區分有機化合物分子中不同程度的共軛體系，但此方法不適用於含有酮官能基的化合物。

## 对其它生物的毒性

### 狗
1995年，河北保定有狗误食异烟肼导致死亡，河北农业大学动物科技学院研究人员在《中国兽医杂志》发表相关研究。2015年，《四川畜牧兽医》发表《异烟肼扑灭流浪犬的可行性研究》，提出实验结果“150毫克/公斤剂量投喂异烟肼，对犬的致死效果最理想，该组犬在食药后30~90分鐘内死亡”，且“试验犬服药后对鸡、鸭、兔、羊无明显的攻击性”。2018年8月，有微信公众号发表文章《遛狗要拴绳，异烟肼倒逼中国养狗文明进步》，引发媒体广泛谴责，公众号文章也很快被微信官方删除，但随后仍然出现了宠物狗被投毒事件。